# Egon Seefehlner
Egon Seefehlner (Viena, 3 de junho de 1912 - 25 de setembro de 1997) foi um jurista, editor e administrador de ópera austríaco.